# Sakaki
Cleyera japonica
Espèce
Le Sakaki (Cleyera japonica) est une espèce de plantes à fleurs appartenant au genre de la cléyère et à la famille des Pentaphylacaceae (anciennement de l'ordre des Theales). C'est un arbre qui croît dans les régions chaudes d'Asie allant du sud du Japon, de Chine, de Taiwan, de l'Inde du nord, du Népal et du Myanmar.

## Usages
Son bois sert à des usages domestiques ; la religion shinto l'utilise en tamagushi pour des offrandes rituelles.